# JPEG XR
O JPEG XR (Joint Photographic Experts Group Extended Range), antes conhecido como HD Photo ou Windows Media Photo, é um formato para imagens criado pela Microsoft, com a intenção de ser o substituto do atual JPEG/JPG. 
O nível de compressão do arquivo do JPEG XR é duas vezes maior que o JPEG, além de uma característica pela alta qualidade, tanto para visualização em computadores tanto para impressão. 
O Joint Photographic Experts Group aprovou o novo formato da Microsoft (por isso mudou o nome do formato para JPEG XR), agora só resta esperar as empresas oferecerem suporte ao novo padrão, sendo que o Microsoft Windows Vista ja suporta nativamente o novo formato. 